# Physcia convexa
Physcia convexa är en lavart som beskrevs av Müll. Arg. Physcia convexa ingår i släktet Physcia och familjen Physciaceae.   Inga underarter finns listade i Catalogue of Life.